# Jevgenij Artiuchin
Jevgenij Jevgenjevitj Artiuchin (ryska: Евге́ний Евге́ньевич Артю́хин), född 4 april 1983 i Moskva, är en rysk professionell ishockeyspelare som spelar för SKA Sankt Petersburg i KHL.
Artiuchin har tidigare spelat för Tampa Bay Lightning, Anaheim Ducks och Atlanta Thrashers i NHL samt för de ryska klubbarna Vitjaz Podolsk, Lokomotiv Jaroslavl, Avangard Omsk, CSKA Moskva och Atlant Mytisjtji.
I AHL har Artiuchin spelat för Hershey Bears och Springfield Falcons.